# Yokosuka K5Y
 (juin 2021).
Le Yokosuka K5Y est un biplan d'entraînement à ailes inégales utilisé par la Marine impériale japonaise durant la Seconde Guerre mondiale. Les Alliés le désignaient sous le nom de code de Willow (« saule »). Sa vive peinture orange (appliquée sur tous les avions d'entraînement japonais pour raison de visibilité) lui a valu le surnom aka-tombo, ou « libellule rouge », un insecte commun au Japon.

## Conception et développement
Le Yokosuka KY5 était basé sur l'avion d'entraînement intermédiaire de marine Yokosuka Type 91, mais des problèmes de stabilité conduisirent à sa révision par Kawanishi en 1933. Il entra en service en 1934 sous le nom d'avion d'entraînement intermédiaire de marine Type 93 K5Y1, équipé d'un train d'atterrissage fixe et resta en usage jusqu'à la fin de la guerre. Il y eut également des hydravions, les K5Y2 et K5Y3.
Les 60 premiers exemplaires furent construits par Kawanishi, puis les suivants par Watanabe (556 exemplaires), Mitsubishi (60), Hitachi (1 393), l'arsenal de Yokosuka (75), Nakajima (24), Nippon (2 733) et Fuji (896), pour un total de 5 770. Ces appareils formèrent l'ossature de l'école de pilotage du Service aérien de la Marine impériale japonaise ; ils étaient capables de manœuvres acrobatiques.
Deux autres versions basées à terre, le K5Y4, à moteur Amakaze 21A de 480 ch et le K5Y5 à moteur Amakaze 15 de 515 ch, furent aussi conçues, mais jamais construites.

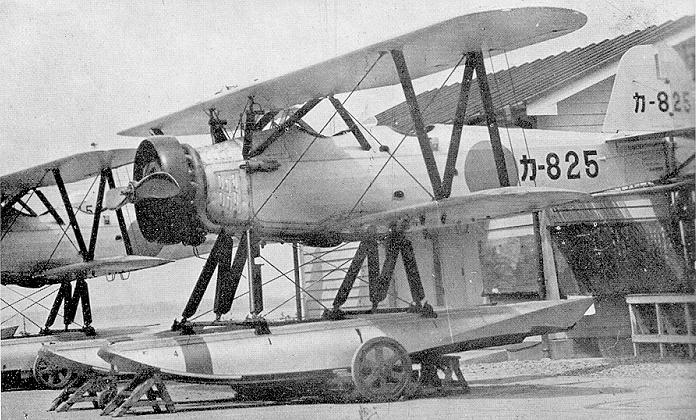
Un K5Y2 en 1938.

## Modèles
K5Y1Avion d'entraînement biplace pour la Marine impériale japonaise.
K5Y2Hydravion à moteur Amakaze 11.
K5Y3Hydravion à moteur Amakaze 21 de 515 ch.
K5Y4Projet de version terrestre à moteur Amakaze 21A de 480 ch. Jamais construit.
K5Y5Projet de version terrestre à moteur Amakaze 15 de 515 ch. Jamais construit.

## Utilisateurs
- Service aérien de la Marine impériale japonaise
- Force aérienne de l'armée nationale indonésienne (après la fin de la Seconde Guerre mondiale)

### Avions équivalents
- Arado Ar 66
- Avro 626
- Breda Ba.25